# Karl Ewald Olszewski
Karl Ewald Olszewski (* 25. Januar 1884 in Czernowitz; damals Österreich-Ungarn, heute Ukraine; † 24. Februar 1965 in München) war ein deutscher Maler.

## Leben und Werk
Karl Ewald Olszewski (sprich: Olschewski) war das dreizehnte von vierzehn Kindern. Sein Vater Karl war ein angesehener Handwerksmeister, der zuerst den Beruf eines Schmiedes erlernt hatte und später in seiner großen Werkstatt altösterreichische Postkutschen herstellte, die er auch selbst mit verschiedenen Landeswappen und Landschaftsbildern bemalte. Vor Karl Ewalds Geburt lebte die Familie im bukowinischen Wiznitz, 80 Kilometer westlich von Czernowitz am Fluss Tscheremosch gelegen, wo sein Vater auch Bürgermeister war.
Das Bemalen der Postkutschen hat sicherlich einen prägenden positiven Einfluss auf den heranwachsenden Jungen. Den größten Anteil an seiner künstlerischen Entwicklung hatte aber sein um 20 Jahre älterer Bruder Anton Olszewski, der ebenfalls Maler werden wollte, aber dann die Laufbahn eines Forstbeamten aufnahm. Frühzeitig erkannte er die künstlerische Veranlagung seines Bruders für Zeichnung und Malerei und förderte ihn in jeder erdenklichen Weise.
So ermöglichte er ihm zuerst das Studium an der Wiener Akademie der Bildenden Künste und brachte ihn 1904 nach München, wo er an der Akademie der Bildenden Künste bei den Professoren Ludwig von Herterich und Hugo von Habermann studierte. Dieser Ausbildung folgten weitere Studien in Paris. In seiner Anfangszeit, also noch vor dem Akademiebesuch in München, widmete sich Karl Ewald besonders Bukowiner Motiven, arbeitete für den Simplicissimus und beschäftigte sich mit Porträtmalerei, wobei ihm seine Mutter Karoline (geb. Kandl) und seine Nichte Margarethe Lehner, geb. Olszewski (Tochter des Bruders Anton Olszewski) bevorzugte Modelle waren.
Dass Olszewski vor allem als „Vogelmaler“ in Erinnerung blieb, hat seinen Grund in einer Entscheidung, die er selbst so beschrieb:
„Ich bin Maler geworden. Als ich mein Arbeitsfeld nach Norden verlegte, kam ich zum ersten Mal nach Mecklenburg. Die unendliche Ebene mit ihren sanften Hügeln, mit ihren wunderbaren Luftstimmungen, ihren tausend Seen und nicht zuletzt mit ihrer herrlichen Ostseeküste versetzte mich in stille Begeisterung. Und die Schönheit Mecklenburgs griff wie eine zarte Hand in die Saiten meiner Erinnerung und versetzte meine Seele in Schwingungen. Seit dieser Zeit sehne ich mich alljährlich nach dem Augenblick, wo ich, wie der Zugvogel, wie-der nach Norden ziehen kann, um Monate dort zu verweilen, meine Studien dort für meine Bilder zu machen, um vom Getriebe der Großstadt zu gesunden und mich zu erfreuen an der stillen Schönheit dieses von Gott gesegneten Stückchens Erde.“
Karl Ewald Olszewski hielt sich gerne auf der Halbinsel Fischland-Darß auf, die an der südlichen Ostseeküste nahe der Stadt Ribnitz-Damgarten liegt. Hier konnte er seine aus frühester Kindheit stammende Tier- und Naturliebe voll entfalten. Er fand hier verschiedenartige Landschaften, bevölkert mit Störchen, Seeadlern und Sumpfschnepfen, Höckerschwänen und Wildgänsen, Möwen und Reihern, Enten und Krähen, die nun zu seinen ausschließlichen Motiven avancierten. Um das Leben dieser Vögel, ihr Verhalten und ihre Erscheinungsformen in der Gesamtheit aller wesentlichen und typisch sichtbaren Eigenarten zu erfassen, verbrachte er dreißig Jahre lang jährlich einige Monate an der Ostsee. Was er dort beobachtet, studiert, empfunden und skizziert hat, spiegelt sich in seinen Bildern wider. Es ist die vollkommene Harmonie im Zusammenspiel von Luft, Wasser, Erde und Licht mit den gefiederten Lebewesen. Sein Stil ist so markant und charakteristisch, seine malerische Pinselführung so ausgeprägt, dass er mit keinem anderen Maler verwechselt werden kann.
Aber er wusste auch um den Wert der Satire. Als am 1. Oktober 1914 in London der Struwwelpeter als „Swollen-headed William“  erschien, eine äußerst erfolgreiche englischsprachige Parodie, welche binnen Wochenfrist drei Auflagen erlebte, hinter der sich aber eine gepfefferte antideutsche Kriegspropaganda verbarg, reagierte Deutschland in gleicher Weise: So erschien 1915 der „Kriegs-Struwwelpeter“ von Karl Ewald Olszewski. Auf insgesamt 24 Blättern wurden darin die Entente-Mächte zum Gegenstand der Karikatur und spöttischer Verse. Heute ist dieser Band ein gesuchtes Sammlerstück.
Die Erfolge blieben nicht aus. Im Münchner Glaspalast und in vielen anderen Ausstellungen waren Arbeiten Olszewskis vertreten. Vor allem der Münchner Hanfstaengl-Verlag hat mit seinen Farblichtdrucken sehr zur weltweiten Verbreitung von Olszewskis Bildern beigetragen.
Anfang der 1930er-Jahre ernannte die Königliche Gesellschaft für Kunst in London Karl Ewald Olszewski in Würdigung seiner künstlerischen Arbeit zum Mitglied („Fellow of the Royal Society of Arts“).
Auf den Internationalen Jagdausstellungen sowohl 1937 in Berlin als auch 1954 in Düsseldorf wurde Karl Ewald Olszewski mit einer goldenen Kunstmedaille ausgezeichnet.
Er pflegte insbesondere die Aquarellmalerei, welche ihm zu seinem großen Durchbruch verholfen hatte. Das Malen in Öl, die Radierung und die Bleistiftzeichnung wurden zwar nicht vernachlässigt, traten aber in den Hintergrund.
Karl Ewald Olszewski war in vielen Künstlervereinigungen tätig. Renommierte Galerien haben seine Bilder erworben. So besitzen die Städtische Galerie in München, die Bayerische Staatsgemäldesammlungen und das Staatliche Museum Schwerin Werke von ihm.
Bei den Nationalsozialisten war Olszewski wohl gelitten. Er war von 1938 bis 1944 auf allen Großen Kunstausstellungen in München, fast ausschließlich mit stimmungsvollen Bildern mit Seevögeln, vertreten. Bilder von ihm wurden in der Kunstzeitschrift Kunst dem Volk veröffentlicht, die von dem Hitler-Vertrauten und Fotografen  Heinrich Hoffmann herausgegeben wurde. Für Adolf Hitler übernahm Olszewski die Ausstattung mehrerer Räume auf dessen Yacht Grille. Sein Bild „Mit Wind und Wolken“ hing im Salon des Schiffes; heute befindet es sich in Privatbesitz.
Für 1945 ist Schwerin als Wohnsitz Olszewskis belegt. Dort nahm er mit zehn Bildern an der „Jahresschau 1945 der Kunstschaffenden aus Mecklenburg-Vorpommern“ teil.
Karl Ewald Olszewski war mit der aus dem Elsass stammenden Opernsängerin Lite Thomasius-Olszewski verheiratet. Dieser Ehe entstammen die Tochter Yvonne und der Sohn Reinhold Kurt Olszewski, welcher der Initiator, Regisseur, Schauspieler und Organisator der „Deutschen Kammerspiele“ war, die ihren Sitz zunächst in Santiago de Chile, später dann in Buenos Aires hatten und unter seiner Leitung zu einem der führenden deutschen Kulturträger in Südamerika wurden.

## Werke (Auswahl)
- Wildgänse im aufkommenden Sturm. Öl auf Pappe [73,5 × 103 cm], 1939 in den Bestand der Städtischen Galerie in München aufgenommen
- Der Seeadler kommt. Aquarell [35,5 × 48,5 cm]; Städtische Galerie in München, erworben 1929 im Glaspalast
- Einfallende Brachvögel. Öl auf Leinwand [36,5 × 49,2 cm]; Bayerische Staatsgemäldesammlungen
- Höckerschwäne über dem Haffwinkel (Tafelbild, Öl; ausgestellt 1943 auf der Großen Deutschen Kunstausstellung)
- Meeresufer mit 14 fliegenden Wildgänsen. Öl auf Leinwand; Staatliches Museum Schwerin
- Mit Wind und Wolken. Privatbesitz